# Berești, Suceava
Berești este un sat în comuna Hănțești din județul Suceava, Moldova, România.
Prima atestare istorică datează de pe vremea lui Ștefan cel Mare.
Datorită suprafeței satul este unul mic, cu o populație pe măsură, 400 de locuitori. Densitatea medie este de aproximativ 80 de locuitori pe km².'

### Istoric
Prima atestare documentară a satului Berești din actuala comună Hănțești dateaza din 17 martie 1492 , într-un act de hotărnicie a satului Șerbănești, din timpul lui Ștefan cel Mare, care consemna "de la Berești, aproapre de Sireti, o moghila ce a pus-o Ionaș ".(M. Costachescu, 1933, p.164) 
Numele de Berești are o origine antroponomică, desemnând comunitatea de țărani liberi, urmași ai unui întemeietor sau organizator al satului constituit pe o vatră mai veche. Forma de plural colectiv cu "-ești" denumea ceata de neam descendentă dintr-un anume Bere sau Berea, nume atestat în Moldova feudală.

 Acest articol despre o localitate din județul Suceava este deocamdată un ciot. Puteți ajuta Wikipedia prin completarea lui.